# I. Oródész pártus király
I. Oródész  (pártus nyelven: 𐭅𐭓𐭅𐭃 Wērōd/Urūd) a Pártus Birodalom királya i. e. 80-tól i. e. 75-ig. 
Uralkodásáról csak keveset tudunk. Egyes elméletek szerint i. e. 87 és 80 között nagybátyja, III. Mithridatész elbitorolta tőle a trónt. Sikeres hadjáratot vezetett a függetlenedő Elümaisz ellen. I. e. 75-ben egyik távoli rokona, az Arszakida dinasztia egy idős hercege, Szinatrukész megdöntötte az uralmát. 

## Származása
Oródész I. Gotarzész pártus uralkodó és egyik felesége, feltehetően az örmény Ariazaté (II. Tigranész király lánya) fia volt. Feltételezések szerint ő az egyik alak azon a megrongálódott nyugat-iráni szikladomborművön, amelyen apját és nagyapját (II. Mithridatészt) azonosították.
Neve (görögül Ὀρώδης) a középiráni Wērōd vagy Urūd (𐭅𐭓𐭅𐭃) görög átirata. A név etimológiája vitatott, mai iráni változata a Viru (ویرو).

## Uralkodása
Oródész uralma a pártus történelem i. e. 91 – i. e. 57 közötti ún. "sötét korszakára" esik, amelyről csak kevés információ áll rendelkezésre és csak II. Oródész uralmától kezdve lehet ismét megbízhatóan követni az eseményeket. Az egyik elképzelés szerint Gotarzész i. e. 87-es halála után fivére, III. Mithridatész bitorolta el a trónt a kijelölt utód Oródésztől. I. e. 80 augusztusában vagy szeptemberében Babilonban megdöntötték Mithridatész uralmát, majd röviddel később Oródész Szúzából is kiűzte. Mithridatész északra menekült és folytatta az ellenállást, míg a következő évben meg nem halt. Egyes történészek azonban kétségbevonják Mithridatész 80-as évekbeli uralmát, mert azt elsősorban numizmatikai bizonyítékok támasztják alá, amelyeket lehet másképp is interpretálni. Eszerint Gorazész i. e. 80-ban halt volna meg és őt közvetlenül Oródész követte.
I. Oródész pénzeinek többségét Ekbatanában és a mai Teherán melletti Rageszben verték. Egy i. e. 80. április 11-i holdfogyatkozást leíró babiloni csillagászati beszámoló szerint ekkor már ő volt a birodalom uralkodója. A babiloni krónikák megemlítik feleségül vett nővérét, Iszpubarzát is. Nem tudjuk hogy teljes testvérek voltak-e; az Óperzsa Birodalomban nem tekintették vérfertőzésnek a féltestvérek házasságát, de arról sincs elég információnk, hogy a pártusok rendszeresen követték-e ezt a gyakorlatot.

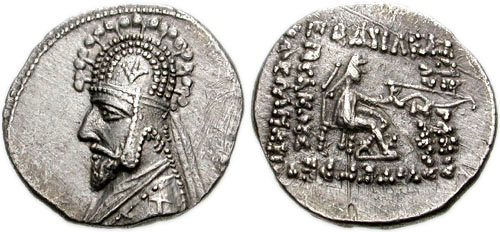
I. Oródész pénze

Rendszeresen használt címei között szerepelt a "nagykirály" és az "arszakész", de arra nincs elegendő bizonyíték, hogy felvette volna-e a nagyapja, II. Mithridatész által kedvelt "királyok királya" címet is. I. Gotarzész és I. Oródész uralkodása idején a babiloni feljegyzéseket az Óperzsa Birodalomban szokásos ékírással jegyezték le; feltehetőleg azért, mert a pártusok ezzel is hangsúlyozni akarták uralmuk korábbi birodalommal való folytonosságát.
A Perzsa-öböl menti Elümaisz királysága i. e 124 után pártus ellenőrzés alatt állt. I. e. 81-80 körül azonban megjelennek III. Kamnaszkirész és felesége, Anzazé pénzei, ami arra utal, hogy az ország visszanyerte függetlenségét. Babiloni források szerint Oródész i. e 78-ban hadjáratot indított Elümaiszba és legyőzte Kamnaszkirészt, aki azonban pártus vazallusként megmaradhatott trónján.
I. e. 75-ben a királyi Arszakida dinasztia egy régebbi ágából származó, kb. 80 éves Szinatrukész herceg, aki a szakák között élt, a segítségükkel megdöntötte Oródész uralmát. Utódai, az ún. "szinatrukidák" – akiket többek között az egyik nagy pártus nemesi ház, a szakasztáni Szurenek támogattak – egészen i. sz. 12-ig uralták a Pártus Birodalmat.

## Fordítás
- Ez a szócikk részben vagy egészben  az   Orodes I of Parthia című angol Wikipédia-szócikk ezen változatának fordításán alapul.  Az eredeti cikk szerkesztőit annak laptörténete sorolja fel. Ez a jelzés csupán a megfogalmazás eredetét és a szerzői jogokat jelzi, nem szolgál a cikkben szereplő információk forrásmegjelöléseként.

| Előző uralkodó: I. Gotarzész III. Mithridatész (?) | Pártus király I. e. 80 – I. e. 75 | Következő uralkodó: Szinatrukész |